# Mário Melo
Mário Carneiro do Rego Mello (Recife, 5 de fevereiro de 1884 - 24 de maio de 1959) foi um advogado, jornalista, historiador, geógrafo, filatelista, numismata, músico e político brasileiro.
Polêmico e inquieto são os melhores adjetivos que definem sua personalidade. Foi um ferrenho defensor da Torre Malakov, quando da tentativa de sua demolição. Era um ferrenho defensor das coisas de sua terra, principalmente o folclore, o carnaval e o frevo
É interessante destacar que o trabalho desenvolvido pelo Mario Melo no Instituto Arqueológico, Histórico e Geográfico Pernambucano foi tão representativo e importante que até hoje a diretoria desse órgão demonstra ser um capítulo expressivo na história dessa instituição. Mario Melo é considerado e reconhecido como um vigilante e constante estudioso da história de Pernambuco, das suas memórias e patrimônio público. Um dos trabalhos mais valiosos feito por ele e que pode ser destacado foi as comemorações do centenário da Confederação do Equador em 1924.  
É uma personalidade tão presente que o próprio instituto reconheceu a sua grandeza e o declarou por muitos anos como Secretário Perpétuo do referido instituto. Vale salientar que por ser ele um devotado às manifestações culturais populares e pelo seu grande desejo em vê-las preservadas em sua autenticidade e tradicionalismo, livres das influências políticas e culturais trazidas pelo estrangeirismo e pela modernidade, foi um dos principais idealizadores da Federação Carnavalesca Pernambucana, criada em 1935, assumindo importante cargo nessa instituição.

## Formação
Estudou em vários estabelecimentos de ensino de Campina Grande, Paudalho e Recife, incluindo o Ginásio Pernambucano. Estudou Direito na Faculdade de Direito do Recife.

## Atuação profissional
- Telegrafista -Correios e Telégrafos[nota 3]
- Jornalista

### Jornalista
Iniciou a atividade de jornalista no periódico O Álbum, de sua propriedade.
Atuou depois nos seguintes periódicos:
- Correio do Recife
- Jornal Pequeno
- Diario de Pernambuco
- Jornal do Commercio (Recife)
- Folha do Povo
- O País
- Gazeta da Tarde (Rio de Janeiro)
- O Estado de S. Paulo
- La Prensa (Buenos Aires - Argentina)

Pesquisador histórico, traçou sua trajetória jornalística permeando caminhos estreitos e rigorosos na pesquisa histórica.

## Participação em instituições culturais
Participou ativamente nas seguintes instituições:
- Instituto Arqueológico, Histórico e Geográfico de Pernambuco[4]
- Academia Pernambucana de Letras
- Instituto Histórico e Geográfico Brasileiro
- Associação de Imprensa de Pernambuco[nota 4]
- Sociedade de Geografia de Washington (Estados Unidos)
- Sociedade de Geografia de Lisboa (Portugal)

## Participação na política
- Deputado estadual por Pernambuco, entre 1948 e 1950.[1]

## Livros publicados
- A Maçonaria no Brasil (1909);
- A Maçonaria e a Revolução de 1817 (1912);
- Arquipélago de Fernando de Noronha (1916);
- Pau d´Alho: monografia histórico-geográfica (1918);
- A imprensa pernambucana em 1918 (1918);
- Rios de Pernambuco (1919);
- Ruas do Recife (1920);
- Oliveira Lima íntimo (1920);
- História da Loja Maçônica Seis de Março de 1817 (1921);
- Corografia de Pernambuco (1921);
- Esboço da literatura pernambucana (1922);
- Os Carnijós das Águas Belas (1929);
- Toponímia pernambucana (1931);
- Dentro da história (1931);
- Frei Caneca (1933);
- Aspectos da história (1935);
- Elementos da história do Brasil (1936);
- Aspectos de etnografia brasílica (1938);
- Como vi Portugal (1938);
- A Guerra dos Mascates (1941);
- Síntese cronológica de Pernambuco (1943);
- Onomástica pernambucana (1944);
- Relances da história (1956).